# Давор Штефанек
Давор Штефанек (серб. Давор Штефанек; нар. 12 вересня 1985, Суботиця, Воєводина, Югославія) — сербський борець греко-римського стилю, чемпіон, срібний та бронзовий призер чемпіонатів світу, дворазовий срібний та триразовий бронзовий призер чемпіонатів Європи, чемпіон Олімпійських ігор.

## Біографія
Боротьбою займається з 2000 року. Був чемпіоном світу 2005 року та срібним призером 2003 року серед юніорів. Двічі у 2004 та 2005 роках ставав бронзовим призером чемпіонатів Європи серед юніорів. Виступає за клуб «Пролетер» з міста Зренянин, Воєводина.

## Спортивні результати на міжнародних змаганнях

### Виступи на Олімпіадах
| Змагання                    | Збірна              | Вагова категорія                 | Місце  |
| --------------------------- | ------------------- | -------------------------------- | ------ |
| Літні Олімпійські ігри 2004 | Сербія і Чорногорія | греко-римська боротьба, до 60 кг | 18     |
| Літні Олімпійські ігри 2008 | Сербія              | греко-римська боротьба, до 60 кг | 14     |
| Літні Олімпійські ігри 2016 | Сербія              | греко-римська боротьба, до 66 кг | Золото |

У фіналі літніх Олімпійських ігор 2016 року в Ріо-де-Жанейро Давор Штефанек боровся з вірменським спортсменом Міграном Арутюняном. Після першого раунду вірменський борець вів з рахунком 1:0. У другому раунді суддя присудив одне очко сербу нібито за пасивне Арутюняна. Вірменський спортсмен і його тренери висловили незгоду з цим рішенням. Проте, за рівної кількості балів перемога дісталася Давору Штефанеку за останню результативну дію. На думку спортивних коментаторів, судді піднесли подарунок президенту Міжнародної федерації боротьби (МФБ) сербу Ненаду Лаловичу.

### Виступи на Чемпіонатах світу
| Змагання                        | Збірна               | Вагова категорія                 | Місце  |
| ------------------------------- | -------------------- | -------------------------------- | ------ |
| Чемпіонат світу з боротьби 2003 | Сербія та Чорногорія | греко-римська боротьба, до 60 кг | 15     |
| Чемпіонат світу з боротьби 2005 | Сербія та Чорногорія | греко-римська боротьба, до 60 кг | 15     |
| Чемпіонат світу з боротьби 2006 | Сербія та Чорногорія | греко-римська боротьба, до 60 кг | 12     |
| Чемпіонат світу з боротьби 2007 | Сербія               | греко-римська боротьба, до 60 кг | 9      |
| Чемпіонат світу з боротьби 2009 | Сербія               | греко-римська боротьба, до 60 кг | 5      |
| Чемпіонат світу з боротьби 2010 | Сербія               | греко-римська боротьба, до 60 кг | 24     |
| Чемпіонат світу з боротьби 2011 | Сербія               | греко-римська боротьба, до 60 кг | 12     |
| Чемпіонат світу з боротьби 2014 | Сербія               | греко-римська боротьба, до 66 кг | Золото |
| Чемпіонат світу з боротьби 2015 | Сербія               | греко-римська боротьба, до 66 кг | Бронза |
| Чемпіонат світу з боротьби 2018 | Сербія               | греко-римська боротьба, до 67 кг | Срібло |

### Виступи на Чемпіонатах Європи
| Змагання                         | Збірна               | Вагова категорія                 | Місце  |
| -------------------------------- | -------------------- | -------------------------------- | ------ |
| Чемпіонат Європи з боротьби 2004 | Сербія та Чорногорія | греко-римська боротьба, до 60 кг | Срібло |
| Чемпіонат Європи з боротьби 2006 | Сербія та Чорногорія | греко-римська боротьба, до 60 кг | 9      |
| Чемпіонат Європи з боротьби 2007 | Сербія               | греко-римська боротьба, до 60 кг | 17     |
| Чемпіонат Європи з боротьби 2008 | Сербія               | греко-римська боротьба, до 60 кг | Бронза |
| Чемпіонат Європи з боротьби 2009 | Сербія               | греко-римська боротьба, до 60 кг | 5      |
| Чемпіонат Європи з боротьби 2010 | Сербія               | греко-римська боротьба, до 74 кг | 21     |
| Чемпіонат Європи з боротьби 2011 | Сербія               | греко-римська боротьба, до 60 кг | 23     |
| Чемпіонат Європи з боротьби 2012 | Сербія               | греко-римська боротьба, до 60 кг | Бронза |
| Чемпіонат Європи з боротьби 2014 | Сербія               | греко-римська боротьба, до 66 кг | 17     |
| Чемпіонат Європи з боротьби 2016 | Сербія               | греко-римська боротьба, до 66 кг | Срібло |
| Чемпіонат Європи з боротьби 2017 | Сербія               | греко-римська боротьба, до 66 кг | Срібло |
| Чемпіонат Європи з боротьби 2020 | Сербія               | греко-римська боротьба, до 72 кг | 12     |

### Виступи на інших змаганнях
| Змагання                                                         | Збірна               | Вагова категорія                 | Місце  |
| ---------------------------------------------------------------- | -------------------- | -------------------------------- | ------ |
| Олімпійський кваліфікаційний турнір з боротьби 2004 (Новий Сад)  | Сербія та Чорногорія | греко-римська боротьба, до 60 кг | 5      |
| Олімпійський кваліфікаційний турнір з боротьби 2004 (Ташкент)    | Сербія та Чорногорія | греко-римська боротьба, до 60 кг | Срібло |
| Середземноморські ігри 2005                                      | Сербія та Чорногорія | греко-римська боротьба, до 60 кг | Срібло |
| Золотий Гран-прі з боротьби 2006                                 | Сербія та Чорногорія | греко-римська боротьба, до 60 кг | 5      |
| Турнір Дана Колова — Николи Петрова 2007                         | Сербія               | греко-римська боротьба, до 60 кг | Золото |
| Олімпійський кваліфікаційний турнір з боротьби 2008 (Роме-Остія) | Сербія               | греко-римська боротьба, до 60 кг | Золото |
| Середземноморські ігри 2009                                      | Сербія               | вільна боротьба, до 66 кг        | 5      |
| Середземноморські ігри 2009                                      | Сербія               | греко-римська боротьба, до 60 кг | Золото |
| Золотий Гран-прі з боротьби 2009                                 | Сербія               | греко-римська боротьба, до 66 кг | 16     |
| Золотий Гран-прі з боротьби 2011 (Сомбатгей)                     | Сербія               | греко-римська боротьба, до 60 кг | Срібло |
| Середземноморський чемпіонат з боротьби 2011                     | Сербія               | греко-римська боротьба, до 66 кг | Золото |
| Середземноморський чемпіонат з боротьби 2011                     | Сербія               | вільна боротьба, до 66 кг        | Срібло |
| Золотий Гран-прі з боротьби 2011 (Баку)                          | Сербія               | греко-римська боротьба, до 60 кг | Срібло |
| Олімпійський кваліфікаційний турнір з боротьби 2012 (Гельсінкі)  | Сербія               | греко-римська боротьба, до 60 кг | Бронза |
| Міжнародний турнір Любомира Івановича-Гедзи 2012                 | Сербія               | греко-римська боротьба, до 74 кг | Срібло |
| Міжнародний турнір Любомира Івановича-Гедзи 2012                 | Сербія               | греко-римська боротьба, до 66 кг | Срібло |
| Турнір Вехбі Емре 2013                                           | Сербія               | греко-римська боротьба, до 66 кг | 19     |
| Міжнародний турнір Любомира Івановича-Гедзи 2013                 | Сербія               | греко-римська боротьба, до 66 кг | Бронза |
| Золотий Гран-прі з боротьби 2013 (Сомбатгей)                     | Сербія               | греко-римська боротьба, до 66 кг | Бронза |
| Трофей Адріатики 2013                                            | Сербія               | греко-римська боротьба, до 66 кг | Золото |
| Кубок Якоба Курбі 2013                                           | Сербія               | греко-римська боротьба, до 74 кг | Бронза |
| Середземноморські ігри 2013                                      | Сербія               | греко-римська боротьба, до 74 кг | 10     |
| Золотий Гран-прі з боротьби 2013 (Баку)                          | Сербія               | греко-римська боротьба, до 66 кг | 5      |
| Відкритий чемпіонат Загреба з боротьби 2014                      | Сербія               | греко-римська боротьба, до 66 кг | Золото |
| Золотий Гран-прі з боротьби 2014 (Сомбатгей)                     | Сербія               | греко-римська боротьба, до 66 кг | Золото |
| Середземноморський чемпіонат з боротьби 2014                     | Сербія               | греко-римська боротьба, до 66 кг | Золото |
| Золотий Гран-прі з боротьби 2014 (Баку)                          | Сербія               | греко-римська боротьба, до 66 кг | Бронза |
| Меморіал Іона Корнеану 2015                                      | Сербія               | греко-римська боротьба, до 66 кг | Золото |
| Золотий Гран-прі з боротьби 2015                                 | Сербія               | греко-римська боротьба, до 66 кг | 13     |
| Гран-прі Угорщини з боротьби 2016                                | Сербія               | греко-римська боротьба, до 66 кг | Бронза |
| Міжнародний турнір Любомира Івановича-Гедзи 2016                 | Сербія               | греко-римська боротьба, до 71 кг | Бронза |
| Клубний чемпіонат світу з боротьби 2016                          | Сербія               | команда                          | Бронза |
| Середземноморські ігри 2018                                      | Сербія               | греко-римська боротьба, до 77 кг | Срібло |

### Виступи на змаганнях молодших вікових груп
| Змагання                                       | Збірна               | Вагова категорія                 | Місце  |
| ---------------------------------------------- | -------------------- | -------------------------------- | ------ |
| Чемпіонат Європи з боротьби серед кадетів 2002 | Югославія            | греко-римська боротьба, до 54 кг | 8      |
| Чемпіонат Європи з боротьби серед юніорів 2002 | Югославія            | греко-римська боротьба, до 54 кг | 6      |
| Чемпіонат світу з боротьби серед юніорів 2003  | Сербія та Чорногорія | греко-римська боротьба, до 60 кг | Срібло |
| Чемпіонат Європи з боротьби серед юніорів 2004 | Сербія та Чорногорія | греко-римська боротьба, до 60 кг | Бронза |
| Чемпіонат світу з боротьби серед юніорів 2005  | Сербія та Чорногорія | греко-римська боротьба, до 60 кг | Золото |
| Чемпіонат Європи з боротьби серед юніорів 2005 | Сербія та Чорногорія | греко-римська боротьба, до 60 кг | Бронза |